# 小行星3876
小行星3876（英語：3876 Quaide）是一颗围绕太阳公转的小行星。1988年5月19日，埃莉諾·赫琳在帕洛马山发现了此天体。
这颗小行星的绝对星等为194.0485537851472等。